# Xgħajra
Xgħajra Málta egyik helyi tanácsa Vallettától keletre. Lakosainak száma 1732 fő (2014. március 31.). A neve gabonát, más forrás szerint kis nyílt térséget jelent.

## Története

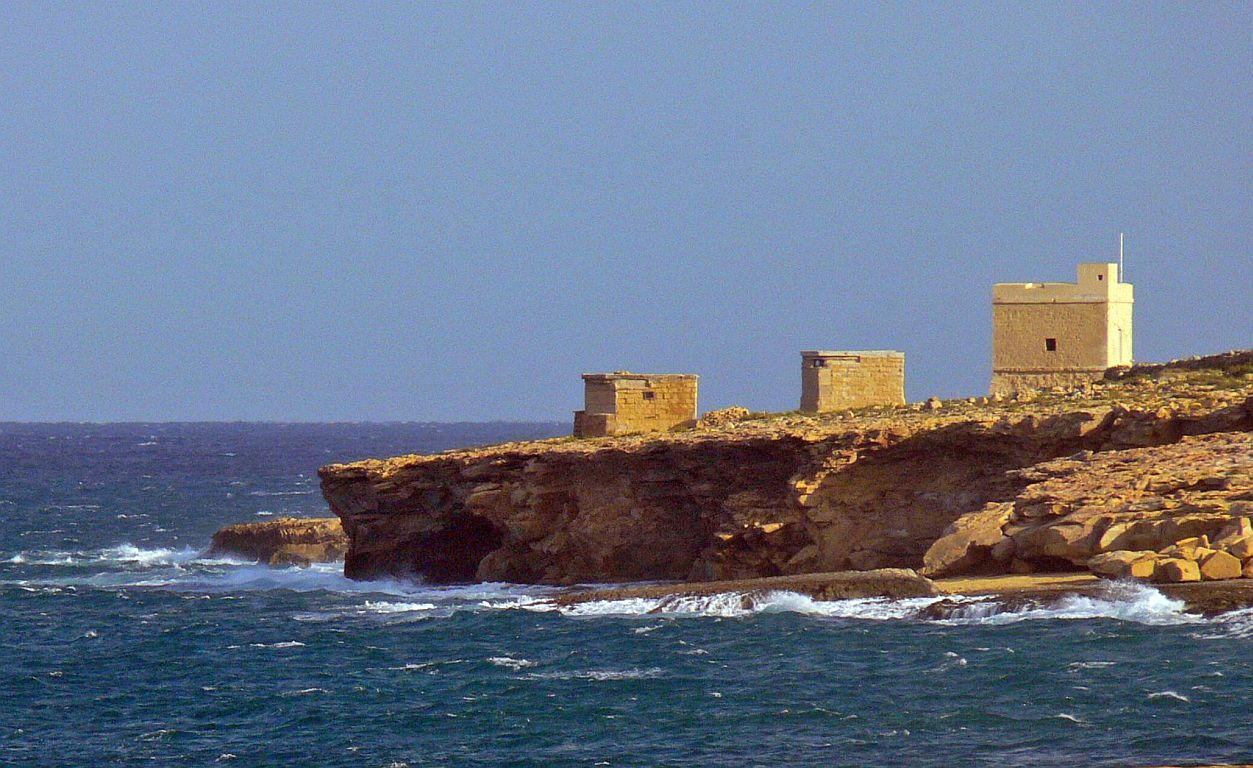
Brit őrtornyok a község közelében, a háttérben a középkori Triq il-Wisgħa torony

A partszakasz védelmére Alof de Wignacourt nagymester (1601–1622) és Martín de Redín nagymester (1657–1660) is őrtornyot építtetett, ezeket a britek 1888-ban lebontották. A második világháború elején a britek tüzérséget telepítettek a part lakatlan részére Kalkara és Marsaskala közé. A Delle Grazie-ütegben szolgálatot teljesítő személyzet nemsokára kis települést hozott létre a torony körül.
2000 óta Málta 68 helyi tanácsának egyike. A tanács igyekszik állandó és kiadó szállások építésével nyaralóhellyé fejleszteni. A község és Kalkara között zajlik 2008 óta az ország egyik legnagyobb nagyberuházása, a Smart City projekt, amelyből jelenleg két épület áll készen.

## Önkormányzata
Xgħajra öttagú helyi tanács irányítása alatt áll. A jelenlegi, 7. tanács 2013 márciusában lépett hivatalba, 4 munkáspárti és 1 nemzeti párti képviselőből áll.
Polgármesterei:
- Francesco Saverio Minuti (1994–1997)
- Anton Meilak (1997–2000)
- Anthony Valvo (Munkáspárt, 2000 óta)

## Nevezetességei

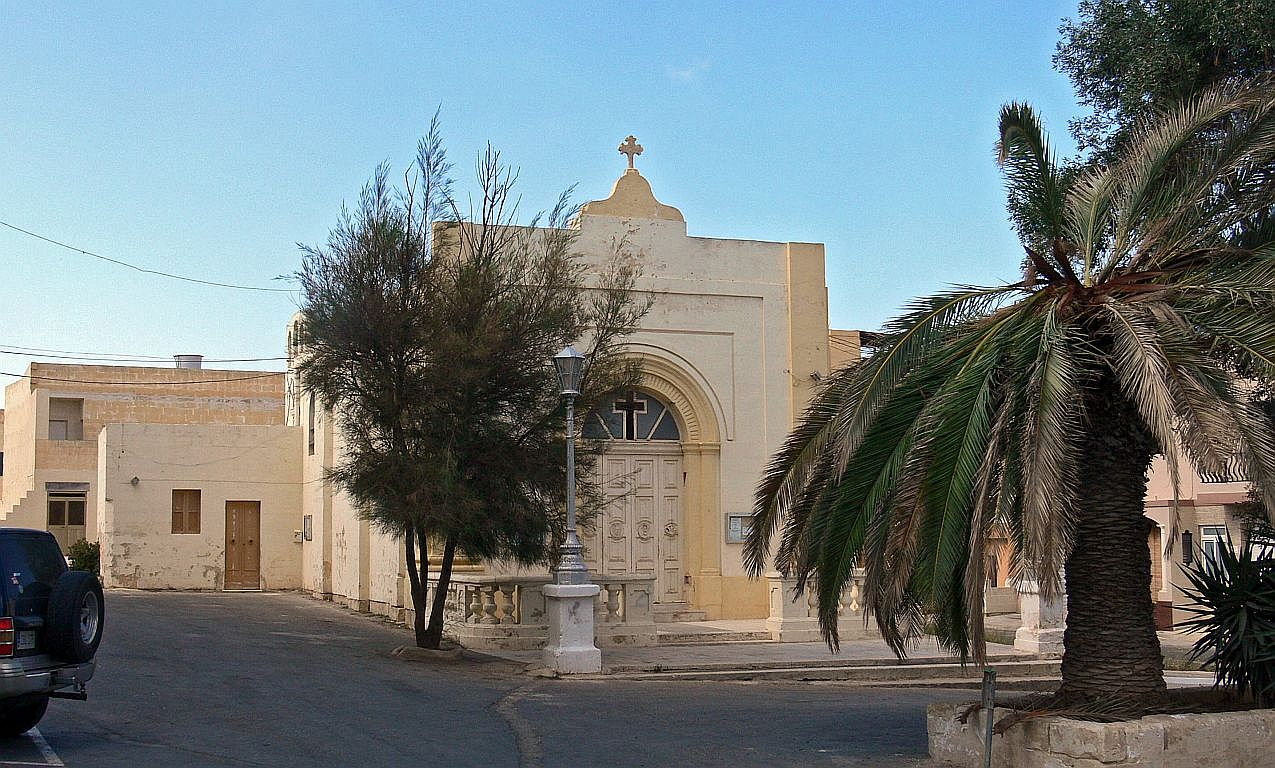
A Szent Rókus-kápolna

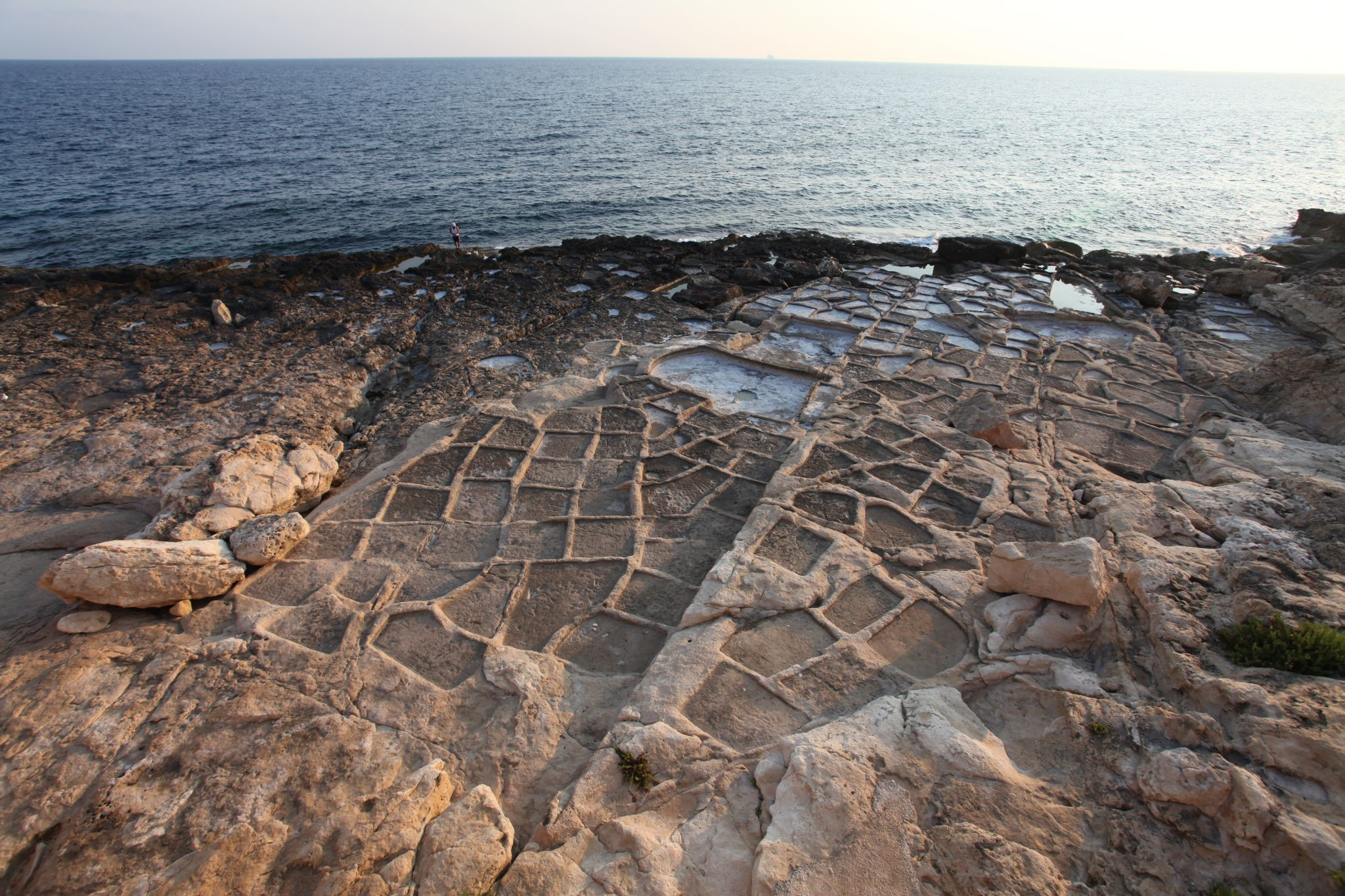
Sólepárlók

- Tal-Grazzja Battery: ennek az erődnek köszönheti létét a község. Ma a helyi tanács székhelye.
- Szent Rókus-kápolna (San Rocco, St. Roque) és a közösségi ház
- Számos kisebb angol őrtorony a parton
- Sólepárlók

## Sport
Futballcsapata a Xgħajra Tornadoes Football Club (1985): jelenleg a harmadik liga tagja.

## Közlekedés
Autóval Kalkara, Marsaskala vagy Żabbar felől érhető el. 2011 novembere óta két autóbuszvonal végállomása, egy pedig a Smart Cityig jár: 
- 3 (Valletta-Smart City, Xgħajrát nem érinti)
- 94 (Valletta felől)
- 120 (Pembroke felől)
- 121 (Pembroke felől)